# About:config
Editorul de configurare(about:config)este pagina care listează setările Firefox cunoscute ca preferințe care sunt citite din fișierele prefs.js și user.js din profilul Firefox și din setările implicite ale aplicației. Multe dintre aceste preferințe sunt setări avansate care nu sunt prezente în panoul Setări.Acest meniu poate fi deschis prin tastarea "about:config" în bara de adrese și apăsarea tastei Enter imediat după.Cu toate acestea,poate apărea o pagină de avertizare.Pentru a continua ,apăsarea butonului "Acceptați" și a butonului  "Continuați" după vă va redirecționa către această pagină;sau bifarea căsuței "Nu mă mai avertizați când intru în această pagină" va face același lucru,dar avertizarea va dispărea atât timp cât aveți opțiunea activată.

### Adăugarea preferințelor
Pentru a adăugarea unei noi preferințe, introduceți numele acesteia în caseta "Nume preferință" de căutare din partea de sus a paginii about:config. În partea de jos a rezultatelor căutării (dacă există), va exista opțiunea de a crea o nouă preferință. Pentru a face acest lucru, specificați tipul de valoare pe care preferința o va stoca:
  1.Booleanul este adevărat sau fals.
  2.Numărul este un număr întreg.
  3.Șirul este orice secvență de text.

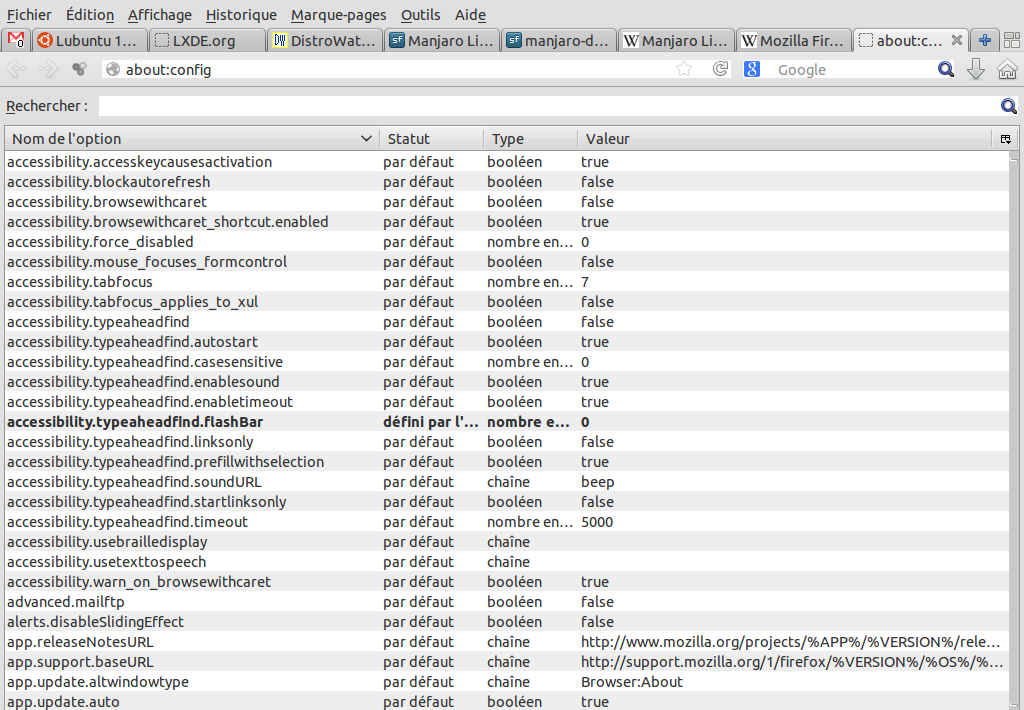
Imagine cu meniul "about:config" din Firefox Nightly,Lubuntu

### Căutarea preferințelor
Puteți utiliza caseta de căutare cu numele preferințelor din partea de sus a paginii about:config pentru a găsi rapid preferințe specifice. De exemplu, dacă "normandy" este introdus în caseta de căutare, va apărea preferința "app.normandy.enabled".

### Resetarea sau ștergerea preferințelor:
Pentru a reseta o preferință la valoarea implicită, faceți clic pe butonul "Resetare".
Pentru a elimina o preferință adăugată, faceți clic pe butonul "Șterge". Dacă ați adăugat singur intrarea de preferință, aceasta nu va mai fi listată după repornirea Firefox.

### Listă de preferințe:
•A
   Accessibility.accesskeycausesactivation
   Accessibility.blockautorefresh
   Accessibility.browsewithcaret
   Accessibility.disablecache
   Accessibility.disableenumvariant
   Accessibility.tabfocus
   Accessibility.tabfocus applies to xul
   Accessibility.typeaheadfind
   Accessibility.typeaheadfind.autostart
   Accessibility.typeaheadfind.casesensitive
   Accessibility.typeaheadfind.enablesound
   Accessibility.typeaheadfind.enabletimeout
   Accessibility.typeaheadfind.flashBar
   Accessibility.typeaheadfind.linksonly
   Accessibility.typeaheadfind.prefillwithselection
   Accessibility.typeaheadfind.soundURL
   Accessibility.typeaheadfind.startlinksonly
   Accessibility.typeaheadfind.timeout
   Accessibility.usebrailledisplay
   Accessibility.usetexttospeech
   Accessibility.warn on browsewithcaret
   Advanced.mailftp
   Advanced.system.supportDDEExec
   Alerts.slideIncrement
   Alerts.slideIncrementTime
   Alerts.totalOpenTime
   App.extensions.version
   App.releaseNotesURL
   App.support.baseURL
   App.update.auto
   App.update.channel
   App.update.download.backgroundInterval
   App.update.enabled
   App.update.idletime
   App.update.incompatible.mode
   App.update.interval
   App.update.mode
   App.update.nagTimer.download
   App.update.nagTimer.restart
   App.update.promptWaitTime
   App.update.showInstalledUI
   App.update.silent
   App.update.timer
   App.update.url
   App.update.url.details
   App.update.url.manual
   App.update.url.override
•B
   Bidi.edit.caret movement style
   Bidi.edit.delete immediately
   Breakpad.reportURL
   Browser.active color
   Browser.anchor color
   Browser.audioFeeds.handler
   Browser.audioFeeds.handler.default
   Browser.audioFeeds.handlers.application
   Browser.audioFeeds.handlers.webservice
   Browser.backspace action
   Browser.blink allowed
   Browser.bookmarks.added static root
   Browser.bookmarks.autoExportHTML
   Browser.bookmarks.file
   Browser.bookmarks.import system favorites
   Browser.bookmarks.livemark refresh seconds
   Browser.bookmarks.max backups
   Browser.bookmarks.restore default bookmarks
   Browser.bookmarks.sort.direction
   Browser.bookmarks.sort.resource
   Browser.cache.check doc frequency
   Browser.cache.disk cache ssl
   Browser.cache.disk.capacity
   Browser.cache.disk.enable
   Browser.cache.disk.parent directory
   Browser.cache.memory.capacity
   Browser.cache.memory.enable
   Browser.cache.offline.capacity
   Browser.cache.offline.enable
   Browser.chrome.favicons
   Browser.chrome.image icons.max size
   Browser.chrome.load toolbar icons
   Browser.chrome.site icons
   Browser.chrome.toolbar style
   Browser.chrome.toolbar tips
   Browser.chromeURL
   Browser.contentHandlers.types.*.title
   Browser.contentHandlers.types.*.type
   Browser.contentHandlers.types.*.uri
   Browser.ctrlTab.mostRecentlyUsed
   Browser.ctrlTab.previewsCount
   Browser.ctrlTab.smoothScroll
   Browser.dictionaries.download.url
   Browser.display.auto quality min font size
   Browser.display.background color
   Browser.display.focus background color
   Browser.display.focus ring on anything
   Browser.display.focus ring width
   Browser.display.screen resolution
   Browser.download.manager.addToRecentDocs
   Browser.download.manager.quitBehavior
   Browser.download.manager.resumeOnWakeDelay
   Browser.download.manager.scanWhenDone
   Browser.download.manager.skipWinSecurityPolicyChecks
   Browser.download.saveLinkAsFilenameTimeout
   Browser.EULA.(version).accepted
   Browser.EULA.override
   Browser.EULA.version
   Browser.feeds.handler
   Browser.feeds.handler.default
   Browser.feeds.handlers.application
   Browser.feeds.handlers.webservice
   Browser.fullscreen.animateUp
   Browser.fullscreen.autohide
   Browser.history expire days
   Browser.history expire days min
   Browser.history expire sites
   Browser.identity.ssl domain display
   Browser.link.open external
   Browser.link.open newwindow
   Browser.link.open newwindow.restriction
   Browser.microsummary.enabled
   Browser.microsummary.generatorUpdateInterval
   Browser.microsummary.log
   Browser.microsummary.requestTimeout
   Browser.microsummary.updateGenerators
   Browser.microsummary.updateInterval
   Browser.offline-apps.notify
   Browser.places.importBookmarksHTML
   Browser.places.updateRecentTagsUri
   Browser.safebrowsing.dataProvider
   Browser.safebrowsing.enabled
   Browser.safebrowsing.malware.enabled
   Browser.safebrowsing.malware.reportURL
   Browser.safebrowsing.provider.*
   Browser.safebrowsing.provider.*.faqURL
   Browser.safebrowsing.provider.*.genericReportURL
   Browser.safebrowsing.provider.*.gethashURL
   Browser.safebrowsing.provider.*.homeURL
   Browser.safebrowsing.provider.*.keyURL
   Browser.safebrowsing.provider.*.lookupURL
   Browser.safebrowsing.provider.*.name
   Browser.safebrowsing.provider.*.privacy.fallbackurl
   Browser.safebrowsing.provider.*.privacy.optedIn
   Browser.safebrowsing.provider.*.privacy.url
   Browser.safebrowsing.provider.*.reportErrorURL
   Browser.safebrowsing.provider.*.reportGenericURL
   Browser.safebrowsing.provider.*.reportPhishURL
   Browser.safebrowsing.provider.*.reportURL
   Browser.safebrowsing.provider.*.testURL
   Browser.safebrowsing.provider.*.updateURL
   Browser.safebrowsing.remoteLookups
   Browser.safebrowsing.warning.infoURL
   Browser.search.log
   Browser.search.opentabforcontextsearch
   Browser.search.param.*
   Browser.search.searchEnginesURL
   Browser.search.suggest.enabled
   Browser.search.updateinterval
   Browser.send pings
   Browser.send pings.max per link
   Browser.send pings.require same host
   Browser.sessionhistory.max total viewers
   Browser.sessionstore.enabled
   Browser.sessionstore.interval
   Browser.sessionstore.max concurrent tabs
   Browser.sessionstore.max resumed crashes
   Browser.sessionstore.max tabs undo
   Browser.sessionstore.postdata
   Browser.sessionstore.privacy level
   Browser.sessionstore.resume from crash
   Browser.sessionstore.resume session once
   Browser.ssl override behavior
   Browser.startup.homepage
   Browser.startup.homepage override.mstone
   Browser.startup.page
   Browser.tabs.closeButtons
   Browser.tabs.disableBackgroundClose
   Browser.tabs.loadFolderAndReplace
   Browser.tabs.loadGroup
   Browser.tabs.selectOwnerOnClose
   Browser.tabs.tabClipWidth
   Browser.tabs.tabMaxWidth
   Browser.tabs.tabMinWidth
   Browser.tabs.tooltippreview.enable
   Browser.tabs.tooltippreview.width
   Browser.tabs.undoclose.depth
   Browser.triple click selects paragraph
   Browser.underline anchors
   Browser.urlbar.default.behavior
   Browser.urlbar.doubleClickSelectsAll
   Browser.urlbar.filter.javascript
   Browser.urlbar.hideGoButton
   Browser.urlbar.match.title
   Browser.urlbar.match.url
   Browser.urlbar.matchBehavior
   Browser.urlbar.maxRichResults
   Browser.urlbar.restrict.bookmark
   Browser.urlbar.restrict.history
   Browser.urlbar.restrict.tag
   Browser.urlbar.restrict.typed
-Intrări Editorul de Configurare
- https://kb.mozillazine.org/Category:Preferences , listă de preferințe
- Pagina de suport Mozilla pentru acest meniu